# Lonchocarpus

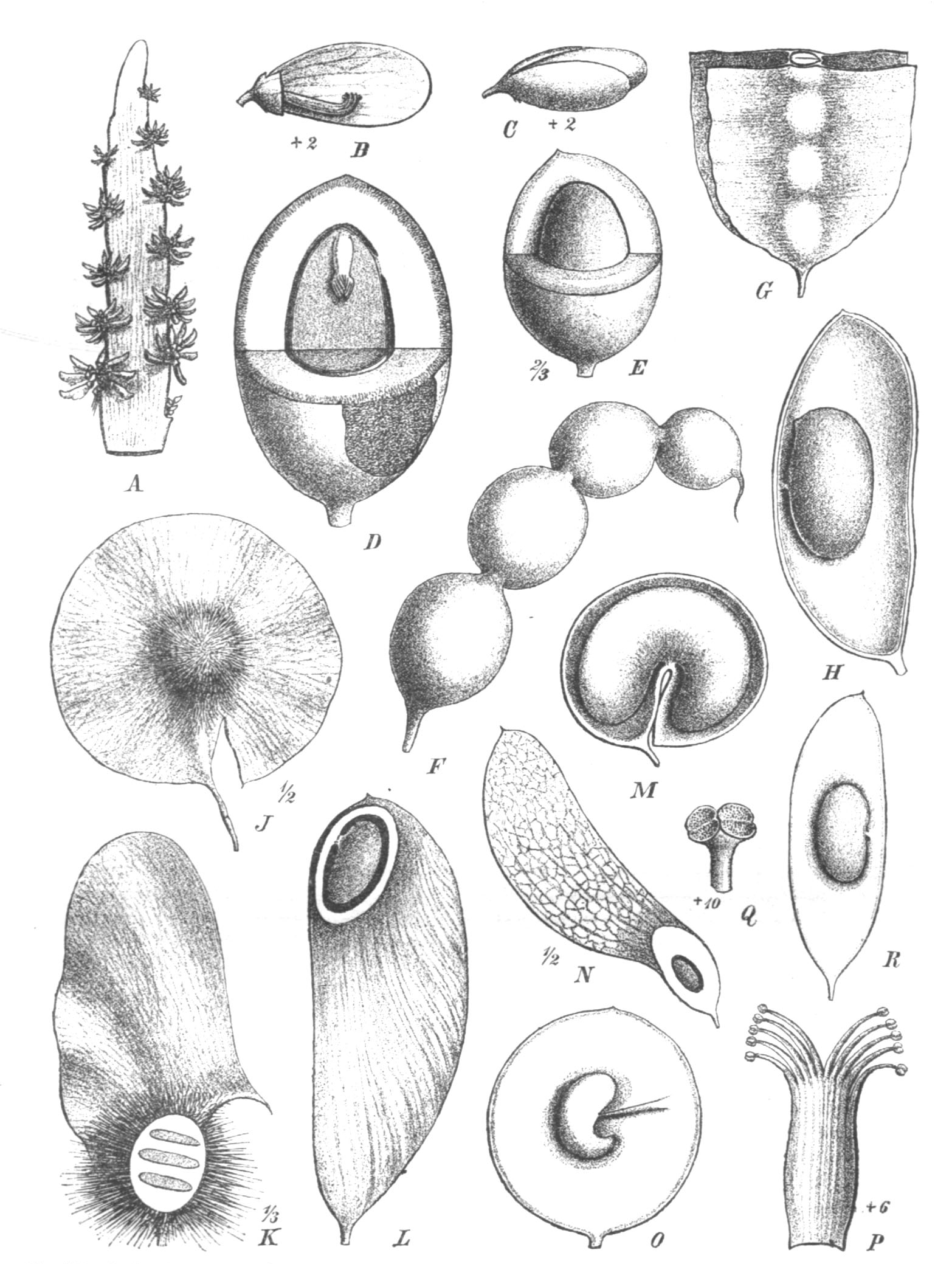
L. monilis

Lonchocarpus és un gènere de plantes amb flors dins la família de les fabàcies. Són plantes arbòries, arbusts o enfiladisses amb les rels verinoses. La seva distribució és a Amèrica del Sud.

## Algunes espècies
- Lonchocarpus bussei Harms
- Lonchocarpus calcaratus
- Lonchocarpus capassa Rolfe
- Lonchocarpus chiricanus
- Lonchocarpus costaricensis
- Lonchocarpus domingensis
- Lonchocarpus glaziovii Taub.
- Lonchocarpus kanurii
- Lonchocarpus leucanthus Burk.
- Lonchocarpus miniflorus
- Lonchocarpus molinae
- Lonchocarpus monilis
- Lonchocarpus nelsii (Schinz) Heering & Grimme
- Lonchocarpus nicou (Aubl.) D.C.
- Lonchocarpus nitidus. Yerba de bugre / Lapachillo.
- Lonchocarpus oliganthus
- Lonchocarpus phaseolifolius
- Lonchocarpus phlebophyllus
- Lonchocarpus retiferus
- Lonchocarpus sanctuarii
- Lonchocarpus santarosanus
- Lonchocarpus trifolius
- Lonchocarpus urucu Killip & A.C.Smith
- Lonchocarpus utilis A.C. Sm.
- Lonchocarpus violaceus
- Lonchocarpus yoroensis